# Pere Busquets (organista)
Pere Busquets (Begur, segle xviii- segle xix) fou organista de Begur i, entre 1828 i 1831, de Palamós.
El 1829 aspirà a la plaça d'organista de la Catedral de Girona, però finalment el guanyador de les oposicions fou Baltasar Dorda, organista de Mataró.